# 范寛
范 寛（はん かん、拼音：Fàn Kuān、950年頃 - 1032年頃）は、中国北宋初期の山水画家（風景画家）。もとの名は中正。字は中立。耀州華原県の出身。作品に「谿山行旅図」「雪山楼閣図」「雪景山水図」「臨流独坐図」などがある。
1999年、アメリカ合衆国の雑誌『ライフ』の企画「この1000年で最も重要な功績を残した世界の人物100人」で59位にランクインした。これは東洋の画家としては最高の順位である。